# Milicia regia
Milicia regia là một loài thực vật thuộc họ Moraceae. Loài này có ở Bénin, Cameroon, Bờ Biển Ngà, Gambia, Ghana, Guinea, Guinea-Bissau, Liberia, và Senegal. Chúng hiện đang bị đe dọa vì mất môi trường sống.